# Aleksandar II., papa
Aleksandar II., rođen kao Anselmo da Baggio, biskup Lucce, papa od 30. rujna 1061. do 21. travnja 1073. godine.